# Beida-Moschee von Qinyang
Die Beida-Moschee von Qinyang (chinesisch 沁阳北大寺, Pinyin Qìnyáng Běidà sì oder chinesisch 清真北大寺, Pinyin Qīngzhēn Běidà sì) ist eine Moschee im nordwestlichen Teil der Altstadt von Qinyang in der chinesischen Provinz Henan. Sie wurde in der Zeit der Yuan-Dynastie (Mongolen) gegründet. Ihre heutigen Gebäude stammen aus der Zeit der Ming- und Qing-Dynastie. 
Die Beida-Moschee von Qinyang steht seit 2006 auf der Liste der Denkmäler der Volksrepublik China (6-636).